# 奥朗
奥朗（法語：Ollans，法語發音：[ɔlɑ̃]）是法国杜省的一个市镇，属于贝桑松区。

## 地理
奥朗（47°25'3"N, 6°14'41"E）面积2.31 平方千米，位于法国勃艮第-弗朗什-孔泰大區杜省，该省份为法国东部内陆省份，北起上索恩省，西接汝拉省，东部及东南部与瑞士接壤，东北部与贝尔福地区省接壤。
与奥朗接壤的市镇（或旧市镇、城区）包括：莫桑、阿维莱、桑德雷、拉里扬和米南。

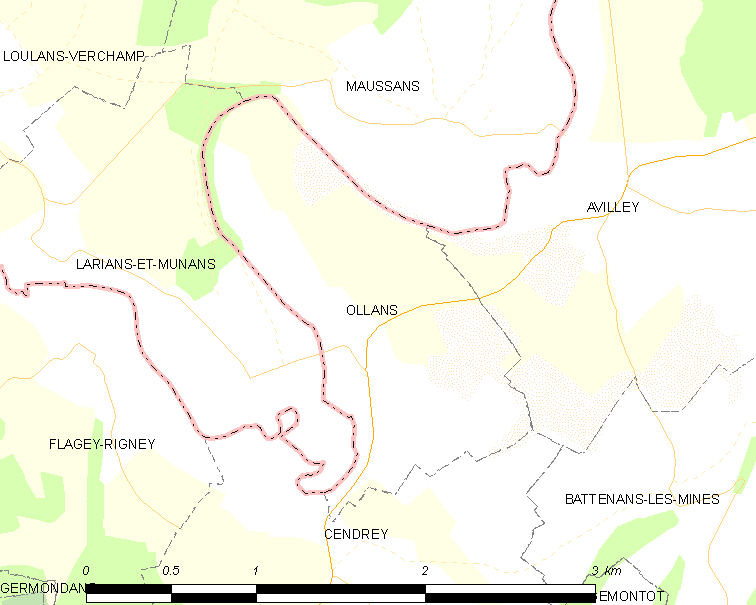
奥朗的OSM定位图

奥朗的时区为UTC+01:00、UTC+02:00（夏令时）。

## 行政
奥朗的邮政编码为25640，INSEE市镇编码为25430。

## 政治
奥朗所属的省级选区为博姆莱达姆县。

## 人口

1962-2008年间奥朗人口变化图示

奥朗于2022年1月1日时的人口数量为40人。